# Lansargues
Lansargues é uma comuna francesa na região administrativa de Occitânia, no departamento de Hérault. Estende-se por uma área de 18,39 km². Em 2010 a comuna tinha 3 149 habitantes (densidade: 171,2 hab./km²).